# Liste des dog whistles

La liste des dog whistles  recense certains messages codés fréquemment utilisés dans la sphère politique ou sur les réseaux sociaux.

## Liste
Les tableaux listent alphabétiquement certains dog whistles utilisés de manière récurrente dans le paysage politique ou sur les réseaux sociaux.